# Kurortnoje (Kaliningrad)
Kurortnoje (russisch Курортное, deutsch (Groß) Wohnsdorf (bis 1950), auch: Agnesenhof (bis 1950)) ist der gemeinsame Name zweier ehemals getrennter Orte in der russischen Oblast Kaliningrad (Gebiet Königsberg (Preußen)) und gehört zur Prawdinskoje gorodskoje posselenije (Stadtgemeinde Prawdinsk (Friedland (Ostpr.))) im Rajon Prawdinsk (Kreis Friedland).

## Geographische Lage
Kurortnoje liegt sieben Kilometer nordöstlich der Rajonshauptstadt Prawdinsk an der russischen Fernstraße R 514 (Teilstück der ehemaligen deutschen Reichsstraße 142). Innerorts kreuzt eine Landstraßenverbindung, die von Progress (Auglitten) kommend über Berjosowo (Schönbaum) nach Rasswet (Schönwalde) und weiter bis nach Sewskoje (Böttchersdorf) an der Fernstraße A 196 (ehemalige deutsche Reichsstraße 131) führt. Eine Bahnanbindung besteht nicht.

## Geschichte
Eine bei Groß Wohnsdorf auf dem hohen Ufer über der Alle (russisch: Lawa) gelegene prußische Wallburg wurde 1255 vom Deutschen Orden erstürmt, der hier ein Wildhaus anlegte. 1319 und 1347 eroberten Litauer die Burg und zerstörten sie.
Groß Wohnsdorf war ab 1348 Kammeramt der Ordensniederlassung Insterburg (heute russisch: Tschernjachowsk), und die Anlage erhielt bis 1356 eine Instandsetzung. Ab 1391 ging der Orden daran, die bisherige Wehranlage aufgrund mangelnder Widerstandsfähigkeit durch ein Gebäude aus Stein zu ersetzen.
Im Jahre 1468 verpfändete der Ordenhochmeisterstatthalter Heinrich Reuß von Plauen die Burg mit dazugehörigem Land an Hans von Weyer. Seither befand sich hier das Zentrum einer privaten Gutswirtschaft. 1525 belehnte Herzog Albrecht von Preußen den Edelmann Heyno von Döberitz und 1552 Andreas von Flanns mit dem Gut. Um 1590 wurden die Gutsanlagen umgebaut und erweitert.
Von 1688 (oder 1702) bis 1945 gehörte der Besitz der Familie von Schrötter. Der spätere Oberpräsident und Staatsminister von Ost- und Westpreußen, Friedrich Leopold Freiherr von Schrötter wurde hier geboren und wohnte in jungen Jahren im Torturm, wo er zusammen mit seinem Vater Friedrich Wilhelm von Schrötter auf der Terrasse des Turms philosophische Gespräche mit Immanuel Kant führte, der der Familie von Schrötter freundschaftlich verbunden war und sich gerne in Groß Wohnsdorf aufhielt.
1830 brannte das Burggebäude ab. Die Steine verwendete man für das neue Gutsgebäude, das 1868/69 im Park auf dem Gelände der ehemaligen Vorburg entstand.
Am 11. Juni 1874 wurde Groß Wohnsdorf Amtssitz und namensgebender Ort des neu errichteten Amtsbezirk Groß Wohnsdorf, der bis 1927 zum Landkreis Friedland (heute russisch: Prawdinsk), danach bis 1945 zum Landkreis Bartenstein (heute polnisch: Bartoszyce) im Regierungsbezirk Königsberg der preußischen Provinz Ostpreußen gehörte. 1893 wurde die Landgemeinde Groß Pothlack aus dem Amtsbezirk Böttchersdorf (russisch: Sewskoje) in den Gutsbezirk Groß Wohnsdorf umgegliedert. 1902 kam ein Teil des Gutsbezirks Pogen aus dem Amtsbezirk Neumühl im Landkreis Wehlau (russisch: Snamensk) zum Gutsbezirk Groß Wohnsdorf. Im Jahre 1910 zählte der Ort 399 Einwohner.
1912 wurden die Vorwerke Groß Pothlack und Krügerwalde (russisch: Rasdolje) zu einem eigenen Gutsbezirk zusammengeschlossen und aus Groß Wohnsdorf ausgegliedert. Am 30. September 1928 schließlich schlossen sich die Gutsbezirke Groß Wohnsdorf und Hohenfelde (russisch: Lugowoje), Letzterer bisher im Amtsbezirk Allenau (Poretschje) gelegen, mit der Landgemeinde Schöntritten (Krasnoje) zur neuen Landgemeinde Wohnsdorf zusammen. Die Gemeinde Wohnsdorf zählte 1933 536 Einwohner, 1939 waren es 555.
Infolge des Zweiten Weltkrieges kamen Wohnsdorf und Agnesenhof mit dem nördlichen Ostpreußen zur Sowjetunion. „Groß Wonsdorf“ und Agnesenhof erhielten 1950 den gemeinsamen russischen Namen „Kurortnoje“. Bis zum Jahr 2009 war Kurortnoje innerhalb der seit 1991/92 russischen Oblast Kaliningrad in den Druschbinski sowjet (Dorfsowjet Druschba (Allenburg)) eingegliedert und ist seither – aufgrund einer Struktur- und Verwaltungsreform – eine als „Siedlung“ (russisch: possjolok) eingestufte Ortschaft in der Prawdinskoje gorodsnoje posselenije (Stadtgemeinde Prawdinsk (Friedland)) im Rajon Prawdinsk.
Vom ehemaligen spätklassizistischen Herrenhaus Wohnsdorfs sind heute nur noch Ruinen vorhanden. Der Torturm hat ein eingestürztes Dach und zerstörte Decken.
- Burg Groß Wohnsdorf

### Amtsbezirk Groß Wohnsdorf/Wohnsdorf
Am 11. Juni 1874 wurde der Amtsbezirk Groß Wohnsdorf errichtet, der damals aus der Landgemeinde Schöntritten (russisch: Krasnoje) und dem Gutsbezirk Groß Wohnsdorf bestand. Er vergrößerte sich 1893 um die Landgemeinde Groß Pothlack aus dem Amtsbezirk Böttchersdorf (russisch: Sewskoje) und 1928 um den Gutsbezirk Hohenfelde aus dem Amtsbezirk Allenau (russisch: Poretschje), die nach Groß Wohnsdorf, ab dann lediglich „Wohnsdorf“ genannt, eingemeindet wurde. Im gleichen Jahr kam die Landgemeinde Althof (russisch: Pessotschnoje) hinzu, deren bisheriger eigenen Amtsbezirk aufgelöst wurde. Im Jahre 1945 gehörten zum Amtsbezirk Wohnsdorf nur die beiden Gemeinden Althof und Wohnsdorf.

## Kirche
Der überwiegende Teil der Bevölkerung von Groß Wohnsdorf und Agnesenhof war vor 1945 evangelischer Konfession. Die Orte waren in das Kirchspiel Auglitten-Schönwalde (russisch: Progress-Krasnoje) im Kirchenkreis Bartenstein (heute polnisch: Bartoszyce) innerhalb der Kirchenprovinz Ostpreußen der Kirche der Altpreußischen Union eingepfarrt.
Heute liegt Kurortnoje im Einzugsbereich der in den 1990er Jahren neu gegründeten evangelischen Gemeinde in Prawdinsk (Friedland), die eine Filialgemeinde der Auferstehungskirche in Kaliningrad (Königsberg) ist. Sie gehört zur ebenfalls neu gebildeten Propstei Kaliningrad der Evangelisch-Lutherischen Kirche Europäisches Russland (ELKER).

## Persönlichkeiten des Ortes
- Friedrich Leopold von Schrötter (* 1. Februar 1743 in Groß Wohnsdorf), preußischer Offizier, Oberpräsident und Staatsminister († 30. Juni 1815)
- Karl Wilhelm von Schrötter (* 9. April 1748 in Groß Wohnsdorf), preußischer Staatsminister und Kanzler († 2. Dezember 1819)